# Transizione alla televisione digitale
La transizione alla televisione digitale è il processo di passaggio dalla televisione analogica alla televisione digitale. Si tratta di una vera e propria rivoluzione nella tecnologia usata per la telediffusione che dalla fine del XX secolo si sta realizzando in tutto il mondo. Il processo ha già interessato sia la televisione satellitare sia quella via cavo, dove però la transizione è avvenuta quasi in sordina in quanto queste due tipologie di televisione hanno una diffusione minoritaria rispetto alla televisione terrestre e sono utilizzate primariamente dalla pay TV, laddove la maggior parte di esse fornivano direttamente i ricevitori adatti alla ricezione dei canali digitali; inoltre, diversi utenti che ricevevano la televisione satellitare o via cavo sono stati indotti a sostituire le proprie apparecchiature analogiche con quelle digitali a causa della graduale digitalizzazione dei canali che è avvenuta nel corso degli ultimi anni (nella televisione satellitare dal 1993, ed in alcuni satelliti non sono più presenti emittenti televisive analogiche).
Per quanto riguarda la televisione terrestre, la transizione alla televisione digitale sta suscitando clamore e interesse perché, oltre a essere la tipologia di televisione più usata dalla popolazione, non può prevedere una coabitazione delle due tecnologie (a causa delle poche frequenze utilizzabili in totale). In Italia, lo spegnimento totale della storica televisione analogica terrestre è avvenuto il 4 luglio 2012.

## Switch-over e Switch-off
I termini switch-over e switch-off (mutuati dalla lingua inglese) sono abbreviazioni rispettivamente di:
- digital switch-over (in sigla DSO), la fase intermedia della transizione alla televisione digitale in cui esistono contemporaneamente sia la televisione analogica che la televisione digitale;
- analog switch-off (in sigla ASO), la fase terminale della transizione alla televisione digitale in cui avviene lo spegnimento della televisione analogica.

In Italia la prima fase di switch-over è stata realizzata in alcune regioni attraverso lo spegnimento delle trasmissioni analogiche di una rete pubblica nazionale (Rai 2) e di una rete privata nazionale (Rete 4) e la conseguente attivazione di questi canali solo in modalità digitale. L'effetto principale dello switch over italiano - data l'impossibilità di continuare a vedere le trasmissioni televisive di Rai 2 e Rete 4 - è l'incentivo all'acquisto dei ricevitori esterni o dei televisori con sintonizzatore digitale terrestre integrato.

## Calendario mondiale del passaggio alla TV digitale terrestre

### Transizione completata
Di seguito la lista in ordine cronologico dei singoli Stati che hanno completato il passaggio alla televisione digitale terrestre:
- Paesi Bassi: Switch-off completato l'11 dicembre 2006.
- Finlandia: Switch-off completato il 1º settembre 2007.

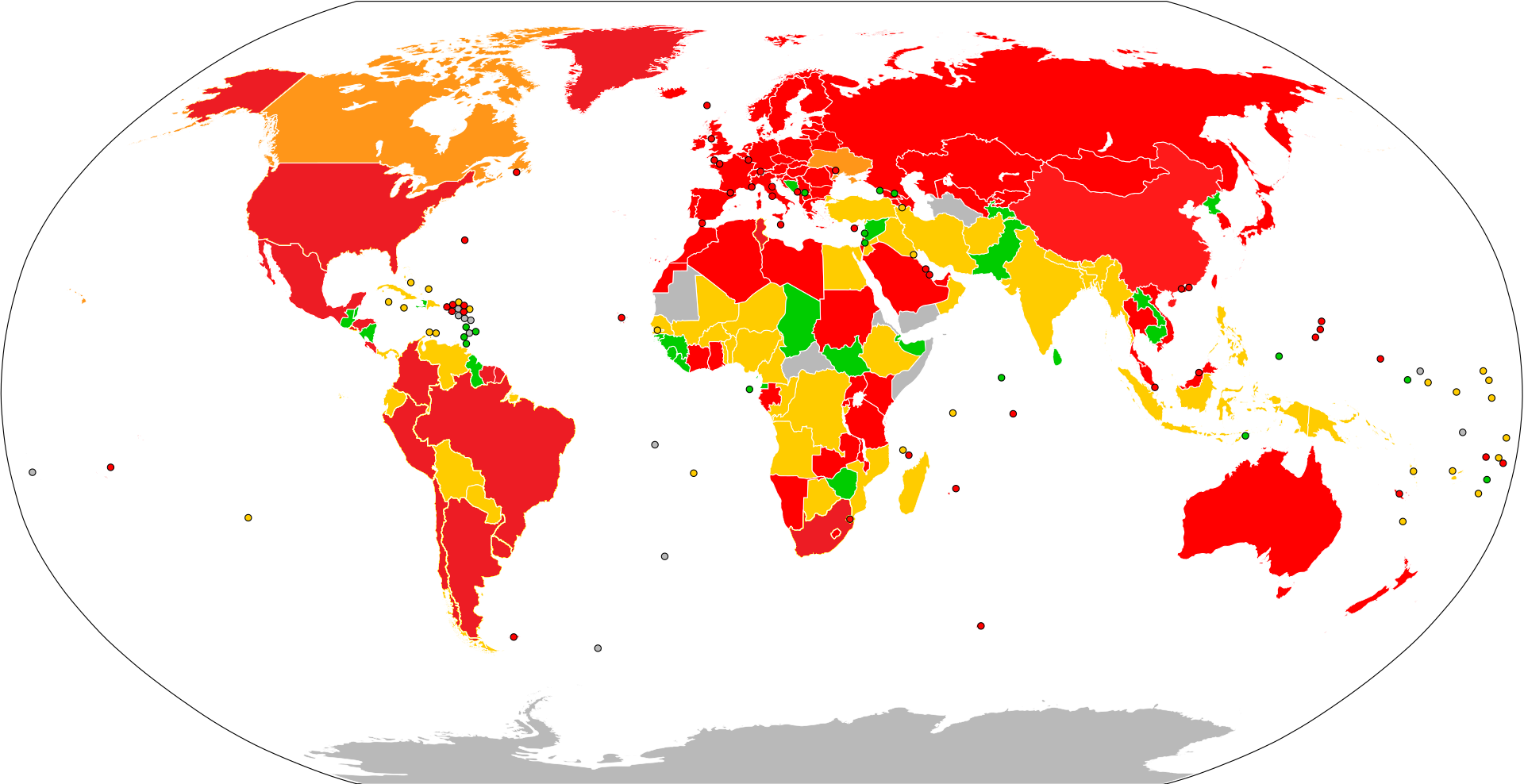
L'immagine rappresenta la situazione attuale in termini di transizione dalla televisione analogica terrestre a quella digitale.
Transizione completata
Transizione completata, escluse alcune piccole comunità (microbroadcasting)
Transizione in corso
Transizione non iniziata
Transizione non pianificata

- Andorra: Switch-off completato il 25 settembre 2007.
- Svezia: Switch-off completato il 29 ottobre 2007.
- Svizzera: Switch-off completato il 26 novembre 2007.
- Germania: Switch-off completato il 25 novembre 2008.
- Isola di Man: Switch-off completato il 16 luglio 2009.
- Danimarca: Switch-off completato il 1º novembre 2009.
- Norvegia: Switch-off completato il 1º dicembre 2009.
- Belgio: Switch-off completato il 1º marzo 2010.
- Spagna: Switch-off completato il 3 aprile 2010.
- Lettonia: Switch-off completato il 1º giugno 2010.
- Estonia: Switch-off completato il 1º luglio 2010.
- Croazia: Switch-off completato il 5 ottobre 2010.
- Slovenia: Switch-off completato il 1º dicembre 2010.
- Lussemburgo: Switch-off completato il 31 dicembre 2010.
- Israele: Switch-off completato il 31 marzo 2011.
- Monaco: Switch-off completato il 24 maggio 2011.
- Austria: Switch-off completato il 7 giugno 2011.
- Cipro: Switch-off completato il 1º luglio 2011.
- Malta: Switch-off completato il 31 ottobre 2011.
- Francia: Switch-off completato il 29 novembre 2011.
- Giappone: Switch-off completato il 31 marzo 2012.
- Portogallo: Switch-off completato il 26 aprile 2012.
- Kenya: Switch-off completato il 1º luglio 2012.
- Italia: Switch-off completato il 4 luglio 2012.
- Rep. Ceca: Switch-off completato il 9 luglio 2012.
- Irlanda: Switch-off completato il 24 ottobre 2012.
- Regno Unito: Switch-off completato il 24 ottobre 2012.
- Lituania: Switch-off completato il 29 ottobre 2012.
- Bulgaria: Switch-off completato il 10 dicembre 2012.
- Corea del Sud: Switch-off completato il 26 dicembre 2012.
- Azerbaigian: Switch-off completato il 31 dicembre 2012.
- Bolivia: Switch-off completato il 31 dicembre 2012.
- Grecia: Switch-off completato il 31 dicembre 2012.
- Hong Kong: Switch-off completato il 31 dicembre 2012.
- Slovacchia: Switch-off completato il 31 dicembre 2012.
- Macedonia del Nord: Switch-off completato il 1º giugno 2013.
- Polonia: Switch-off completato il 31 luglio 2013.
- Ungheria: Switch-off completato il 31 ottobre 2013.
- Nuova Zelanda: Switch-off completato il 1º dicembre 2013.
- Sudafrica: Switch-off completato il 1º dicembre 2013.
- Australia: Switch-off completato il 31 dicembre 2013.
- Georgia: Switch-off completato il 1º luglio 2015.
- Armenia: Switch-off completato il 10 luglio 2015.
- Stati Uniti: Switch-off completato il 1º ottobre 2015.
- Uruguay: Switch-off completato il 21 novembre 2015.
- Cambogia: Switch-off completato il 31 dicembre 2015.
- Egitto: Switch-off completato il 31 dicembre 2015.
- Messico: Switch-off completato il 31 dicembre 2015.
- Brasile: Switch-off completato il 29 giugno 2016.
- Colombia: Switch-off completato il 1º gennaio 2017.
- Cile: Switch-off completato il 31 dicembre 2017.
- Marocco: Switch-off completato il 31 dicembre 2017.
- Ucraina: Switch-off completato il 1 settembre 2018.
- Costa Rica: Switch-off completato il 1º dicembre 2018.
- Russia: Switch-off completato il 14 ottobre 2019.
- El Salvador: Switch-off completato il 1º gennaio 2019.
- Argentina: Switch-off completato il 1º settembre 2019.
- Perù: Switch-off completato il 28 luglio 2020.
- Algeria: Switch-off completato il 31 dicembre 2020.
- Tunisia: Switch-off completato il 31 dicembre 2020.

     Transizione completata
     Transizione completata, escluse alcune piccole comunità (microbroadcasting)
     Transizione in corso
     Transizione non iniziata
     Transizione non pianificata

### Aree tecniche e termine per lo spegnimento analogico totale (switch off)

Mappa indicante le aree tecniche (numerate dall'1 al 16) e le relative scadenze per il passaggio alla televisione digitale terrestre

| N. area | Area tecnica | Data passaggio                   |
| ------- | --- | -------------------------------- |
| 1       | Piemonte occidentale | 24 settembre – 9 ottobre 2009    |
| 2       | Valle d'Aosta | 14 settembre – 23 settembre 2009 |
| 3       | Piemonte (escluse province di Cuneo e Torino), Lombardia (esclusa la provincia di Mantova) e province di Parma e Piacenza | 25 ottobre – 26 novembre 2010    |
| 4       | Trentino-Alto Adige | 15 ottobre – 13 novembre 2009    |
| 5       | Emilia-Romagna (escluse le province di Parma e Piacenza)                                                                  | 27 novembre – 2 dicembre 2010    |
| 6       | Veneto, province di Mantova e Pordenone                                                                                   | 30 novembre – 10 dicembre 2010   |
| 7       | Friuli-Venezia Giulia (esclusa la provincia di Pordenone)                                                                 | 3 dicembre – 15 dicembre 2010    |
| 8       | Liguria (esclusa la provincia della Spezia)                                                                               | 10 ottobre – 2 novembre 2011     |
| 9       | Toscana, Umbria, provincia della Spezia e provincia di Viterbo                                                            | 3 novembre – 2 dicembre 2011     |
| 10      | Marche | 5 dicembre – 21 dicembre 2011    |
| 11      | Abruzzo, Molise e provincia di Foggia                                                                                     | 7 maggio – 23 maggio 2012        |
| 12      | Lazio (esclusa la provincia di Viterbo)                                                                                   | 16 novembre – 30 novembre 2009   |
| 13      | Campania | 1º dicembre – 16 dicembre 2009   |
| 14      | Puglia (esclusa la provincia di Foggia), Basilicata e province di Crotone e Cosenza                                       | 24 maggio – 8 giugno 2012        |
| 15      | Calabria (escluse le province di Crotone e Cosenza) e Sicilia                                                             | 11 giugno – 4 luglio 2012        |
| 16      | Sardegna | 15 ottobre – 31 ottobre 2008     |